# Szamarkandi nemzetközi repülőtér
A Szamarkandi nemzetközi repülőtér (IATA: SKD, ICAO: UTSS) Üzbegisztán egyik nemzetközi repülőtere, amely Szamarkand közelében található. Éves utasforgalma 500 000 fő (2019).

## Futópályák
A repülőtér futópályái:
- 09/27 (3100 m, aszfalt)

## Forgalom
Az utasforgalom az elmúlt években az alábbi módon változott:
| 2019 | 500 000 |

## Légitársaságok és úticélok
| Légitársaság        | Célállomások                                                            |
| ------------------- | ----------------------------------------------------------------------- |
| Aeroflot            | Moszkva-Seremetyjevo                                                    |
| ATA Airlines        | Mashhad                                                                 |
| Azerbaijan Airlines | Baku                                                                    |
| flydubai            | Dubai–International                                                     |
| Rossiya Airlines    | Szentpétervár-Pulkovo, Sochi                                            |
| S7 Airlines         | Moszkva-Domogyedovo                                                     |
| Turkish Airlines    | Isztambul                                                               |
| Ural Airlines       | Moszkva-Zsukovszkij, Jekatyerinburg                                     |
| Utair               | Moszkva-Vnukovo                                                         |
| Uzbekistan Airways  | Andijon, Istanbul, Moszkva-Domogyedovo, Szentpétervár-Pulkovo, Tashkent |
| Wizz Air            | Abu-Dzabi (2022 december 13-tól)                                        |